# 9973 Szpilman
A 9973 Szpilman (ideiglenes jelöléssel 1993 NB2) a Naprendszer kisbolygóövében található aszteroida. Eric Walter Elst fedezte fel 1993. július 12-én.